# 呂底亞王國
呂底亞（Lydia），小亞細亞中西部一古國（公元前7世紀至公元前546年），瀕臨愛琴海，位於今天小亚细亚的西北部，其居民的語言為印歐語系安那托利亞語族，以其富庶及其宏偉的首都薩第斯（Sardis）著稱，它大約在公元前640年開始鑄幣，可能是最早使用鑄幣的國家。

## 使用鑄幣
呂底亞人在安那托利亞這塊豐饒的土地上開發了各種礦藏。其中尤以銀金礦為主，銀金礦是一種金和銀混合的礦物，呂底亞人用這種「白色的金子」製造了世界上最早的貴金屬貨幣。

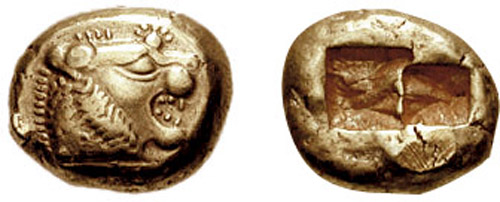
呂底亞于公元前6世紀早期發行的1/3斯塔特琥珀金金幣

## 歷史

### 早期歷史
呂底亞與希臘人在貿易上往來頻繁，在經過長年的發展後，呂底亞王國的領土擴張至由博斯普鲁斯海峡至安納托利亞西部，並以薩第斯為都。呂底亞人精於商業與貿易，並於這時期在赫穆斯河及其支流發現大量的沙金而繁盛起來，並與辛梅里安人進行不公平貿易。可是辛梅裡安人後來發現吃了虧，並以武力奪取了呂底亞首都薩第斯，奪取了大量財寶。呂底亞人在失掉首都後，與亞述人結盟，並於公元前626年，聯合亞述打败辛梅里安王國，重新定都薩第斯。

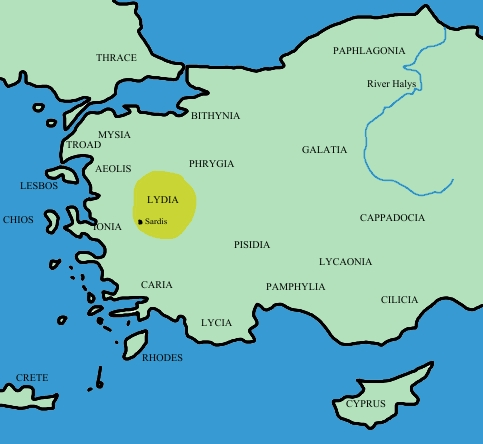
呂底亞王國初建時的版圖

### 繁榮
前660年後，因為貨幣的發明，呂底亞的貿易變得十分繁榮，可說是富強一時。在亞述帝國於公元前612年结束之後，克羅索斯當上國王之時，王國進入全盛時期，把在小亞細亞的所有古希腊人的城市收入疆域。在前550年时人口达到150万人。

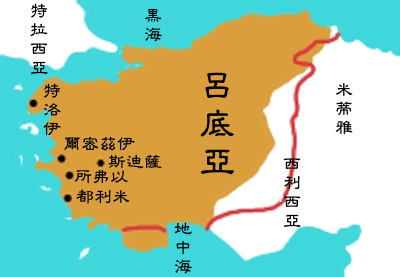
呂底亞王國最強盛时代的版圖

### 结束
公元前547年，克羅索斯與居魯士二世在普特里亞進行了一次會戰，互有勝負。戰後，克羅索斯派使者去希臘德爾斐阿波羅神殿請求神諭。女巫說有一個帝國將會陷落，克羅索斯便斷定是波斯帝國將會结束，於是在邊境上不斷集結部隊，準備再次進攻。但居魯士為了防止他集合更多的軍隊進攻波斯，在公元前546年帶領大軍先發制人，繞過防線，攻至首都薩第斯。
兩軍陳兵於薩第斯之前，呂底亞國王克羅索斯以騎兵陣迎敵，居魯士則以駱駝騎兵為前鋒。據希羅多德所著的《歷史》所說，馬害怕駱駝，因此呂底亞的戰馬在看到波斯的駱駝或聞到其氣味時便不受指揮，不論騎兵如何驅使，亦不肯向前衝鋒。結果，呂底亞的騎兵們被逼下馬作戰。當然是慘敗，逃回城裡。居魯士在圍城14天後，率軍攀越城壁，攻入薩第斯，活捉了國王克羅索斯，呂底亞王國终结。這亦應驗了神諭的結果，呂底亞這個在小亞細亞的大國结束了。

## 參看條目
- 希臘
- 波斯
- 米底
- 呂底亞國王列表
- 路德族

## 外部連結
- Goldsborough, Reid. "World's First Coin"（页面存档备份，存于） （英文）